# Писцовая книга Бежецкой пятины 1545 года

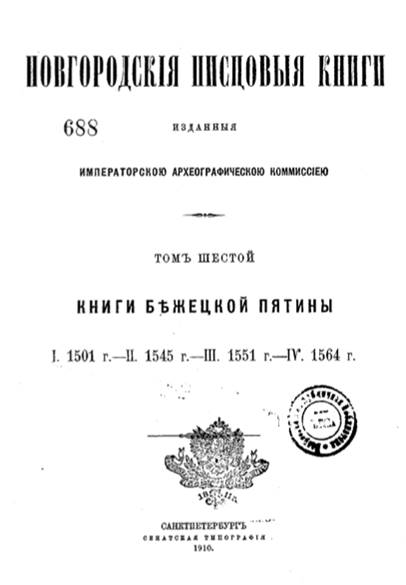
Титульный лист издания писцовых книг Бежецкой пятины, 1910 г.

Писцовая книга Бежецкой пятины 1545 года — это описание, созданное в начале 1540-х годов Иваном Даниловичем Вельяминовым и Афанасием Григорьевичем Соловцовым. Охватывает Тверскую половину Бежецкой пятины.

## Характеристика книги
Книга 1545 г. — наиболее полный из наиболее ранних источников. Книга включает описания только поместных земель.
Источниковедческая характеристика писцовой книги И. Д. Вельяминова дана в монографии А. А. Фролова. Автор приводит аргументы в пользу ее подлинности. Это сохранение указания в книге на доставку в Новгород из Москвы великокняжеской сопроводительной грамоты; отсутствие скрепы объясняется не тем, что книга является списком, а не включенностью процедуры подписи (она будет введена Судебником 1550 г.). Книга характеризуется как многослойный источник: содержащий сведения о составе землевладельцев (Новгородского и Московского периодов), о расселении, характере и хозяйстве поселений.
Как источник по исторической географии Новгородской земли книга использовалась К. А. Неволиным, детально проанализирована в контексте аграрной истории Г. В. Абрамовичем.

### Структура книги
В писцовой книге 1545 г. дано описание территорий погостов, волостей в рамках погостов и поместий внутри волостей. В описания поместий включены данные о населенных пунктах и пустошах. Для населенных пунктов указано количество дворов с именами крестьян и хозяйственные показатели (количество пашни, сена, число обеж). Характеристика дохода дана в конце описаний владений.
В оглавлении источника в его издании выделено в общей сложности 49 разделов, в том числе 40 погостов, 4 волости и волостки и 5 слободок. Анализ содержания позволяет говорить, что в книге описаны земли, входившие в 47 погостов, к территории которых относятся отдельные волости и слободки. В рамках рубрикации по погостам группировка по владениям является приоритетной. При этом землевладения одного владельца зачастую располагаются анклавами в разных погостах.